# Cevizli, Seyitgazi
Cevizli là một xã thuộc huyện Seyitgazi, tỉnh Eskişehir, Thổ Nhĩ Kỳ. Dân số thời điểm năm 2011 là 918 người.